# Colin Cunningham
Colin Alexander Cunningham (ur. 20 sierpnia 1966 w Los Angeles) – amerykański aktor i reżyser telewizyjny i filmowy. 

## Życiorys
Wychowywał się w Los Angeles w stanie Kalifornia ze starszą siostrą i młodszym bratem. Zaczął występować po tym, jak ośmielił go jego przyjaciel. Był członkiem założycielem The Open Fist Theatre Company. Nauczył się grać na saksofonie tenorowym. Studiował w Kanadzie w Vancouver Film School.
Napisał, wyreżyserował i zagrał główną rolę w nagrodzonym Kick Start Award w 2007 roku filmie krótkometrażowym Cigrade. Zrealizował też kilka teledysków.
Popularność przyniosła mu rola Johna Pope w serialu TNT Wrogie niebo (Falling Skies) oraz postać majora Paula Davisa w serialu Metro-Goldwyn-Mayer Gwiezdne wrota (Stargate SG-1). Pojawił się także w serialu Showtime Słowo na L (The L Word).
Był nominowany do nie mniej niż 12 nagród Leo, gali dla przemysłu filmowego i telewizyjnego w Kolumbii Brytyjskiej; nominowany do dwóch nagród Gemini w 2011 roku.

## Wybrana filmografia

### Filmy fabularne
- 2000: Medal dla miss (Best in Show) jako nowojorski rzeźnik
- 2001: konspiracja.com jako strażnik budynku 20
- 2005: Elektra jako McCabe
- 2007: Śniadanie ze Scotem jako Christer

### Seriale TV
- 1995: Szeryf (The Marshal) jako Speedy
- 1995–96: Z Archiwum X (The X-Files)
- 1998: Gliniarz z dżungli (The Sentinel) jako dr Burke
- 1999: Kruk: Droga do nieba (The Crow: Stairway to Heaven) jako Cardosa
- 1999–2001: Rekiny i płotki (Beggars and Choopers) jako Herb Kolodny
- 1999–2005: Gwiezdne wrota (Stargate SG-1) jako major Paul Davis
- 2001: Magiczny amulet (Dead Last) jako Ray Varner
- 2001: Cień anioła (Dark Angel) jako Transhuman – DAC
- 2001-2002: Wydział do spraw specjalnych (Cold Squad) jako Sean Ryerson
- 2003: Tajemnice Smallville jako Nicky
- 2003-04: Andromeda jako Shig
- 2004: 4400 jako Ryan Powell
- 2004: CSI: Kryminalne zagadki Miami jako Ross Kaye
- 2004: Słowo na L (The L Word) jako Harry Samchuk
- 2007: Świry jako Marvin
- 2007: Uwaga, faceci! jako prawnik
- 2007: Eureka jako dr Paul Suenos
- 2007: 4400 jako Ryan Powell
- 2008: Gwiezdne wrota: Continuum jako major Paul Davis
- 2009: Gwiezdne wrota: Atlantyda jako major Paul Davis
- 2009: Uderzenie jako David Rhodes
- 2009: Sanctuary jako Gerald
- 2010: Living in Your Car jako Neil Stiles
- 2010: Punkt krytyczny jako Roy Lane
- 2011: Tożsamość śledztwa (Shattered) jako Jack
- 2011–2015: Wrogie niebo (Falling Skies) jako John Pope
- 2012: Pułapki umysłu jako Gerard Permut
- 2014: Hell on Wheels: Witaj w piekle jako gracz
- 2014: Rush jako Tyle Duggans
- 2017: Blood Drive jako Julian Slink
- 2018: Preacher jako TC